# Basel SBB
Bahnhof Basel SBB, Centralbahnhof – główny dworzec kolejowy w Bazylei i jeden z największych w Szwajcarii.